# Víctor Hugo Febre
Víctor Hugo Febre (Ayabaca, Piura, 9 de junio de 1981) es un abogado y político peruano. Ocupa el cargo de alcalde del distrito de Veintiséis de Octubre, en la provincia y departamento de Piura, al norte del Perú.

## Biografía
Febre nació en la ciudad de Ayabaca, capital del distrito homónimo en la sierra del departamento de Piura, el 9 de junio de 1981. Creció y estudió en la misma ciudad y, luego de terminar el colegio, estudió la carrera de Derecho y Ciencias Políticas en la Universidad Inca Garcilaso de la Vega.
Ocupó el cargo de regidor distrital de la Municipalidad Distrital de Veintiséis de Octubre entre los años 2015-2018.
En 2022, postuló con el partido político Contigo Región a la alcaldía del mismo distrito, elección que ganaría con una ajustada diferencia. Con este resultado, asumió el cargo para el periodo 2023-2026 convirtiéndose así en el tercer alcalde electo del distrito.

## Controversias e investigaciones
El 17 de febrero de 2023, Febre compareció ante la Comisión de Fiscalización y Contraloría del Congreso de la República con el propósito de brindar detalles acerca del respaldo que ofreció a grupos de ronderos que se dirigieron hacia la ciudad de Piura el lunes 13 de febrero.
En marzo de 2023, la Fiscalía Provincial Corporativa Especializada en Corrupción de Piura del Ministerio Público inició a una investigación preliminar contra Febre por presuntos actos de corrupción. Este caso se basó en el supuesto direccionamiento de los procesos de licitación del Programa de Vaso de Leche.
De la misma forma, el 14 de abril de 2023, el Concejo Municipal suspendió a Febre Calle de sus funciones como burgomaestre por un período de 30 días. El motivo de la suspensión fue la supuesta utilización de recursos municipales con fines políticos personales, lo cual podría constituir el delito de peculado de uso según las acusaciones presentadas; aunque, al poco tiempo, Víctor Hugo Febre declaró que seguía en funciones como alcalde.